# Mazarović
Mazarović je bila jedna od značajnijih peraških patricijskih obitelji Hrvata potkraj 17. i početkom 18. stoljeća, uz Zmajeviće, Bujoviće, Martinoviće i dr. Obitelj Mazarović afilirana je kazadi Smilo(j)evića. Obiteljski grb ima prikazano smilje, simbol besmrtnosti.
Uz obitelji Baloviće, Bronze, Bujoviće, Buroviće, Koloviće, Zambelle i druge obilježila društvenu i gospodarsku povijest svojih matičnih sredina širega područja istočnoga Jadrana i Sredozemlja. Obitelj je dala mnoge istaknute svjetovne i crkvene uglednike i pomorske kapetane.
Kotorski spisi sadrže zapise o obitelji Mazarovića još 1334. godine. Perast ih bilježi od 15. stoljeća. Posljednji potomak ove obitelji u Perastu bila je Teodolina Mazarović. Grana ove obitelji u Perastu gasi se s njome 1919. godine.
Poznati pripadnici obitelji su: 
- Luka Mazarović (1618. – 1705.), sudac i općinski kapetan Perasta, sudionik peraške bitke 1654. godine, i ugostio Petra Zrinskog prigodom njegove posjete Perastu[3][2]
- Vicko Mazarović (1613. – 1683.), općinski kapetan Perasta u četir mandata, ugledni pomorski kapetan[3]
- Krsto (Krile) Mazarović (1680. – 1725.) hrv. pomorac i pomorski pisac baroknog perioda, sakupljač narodnih pjesama, i autor Biografije Mazarovića, planirao rekonstruirati crkve Sv. Nikole u Perastu 1711. godine[3][5][6]
- Nikola Mazarović, prikupljač narodne poezije[7]
- Antun Mazarović (1658. – 1705.) vitez cara Leopolda, najpoznatiji peraški slikar uz Tripa Kokolju, portretirao mnoge Habsburgovce[3][2]
- Šimun Mazarović, kirurg i diplomat u Perziji u ruskoj diplomatskoj službi, kao poslanik i ministar cara Aleksandra I., perzijski šah odlikovao ga je ordenom[3][2]
- Krsto Mazarović (letač), carski letač[1] prvi aeronautičar u Hrvata i u Južnih Slavena; 1789. godine izveo je u Zagrebu demonstraciju leta balonom u Zagrebu (Karlo?)[3][2]
- Teodolina Mazarović, autorica[2]
- Vicko Mazarović[2]

U Perastu su posjedovali veliki imetak. Od važnijih građevina posjedovali su baroknu palaču, kuću Mazarović odnosno kuća Đurišića s kulom Mazarovića. Franjevcima su 1679. donirali za samostan i samostansku crkvu sv. Antuna.

## Vanjske poveznice
- Hrvatski vojnik Rekonstrukcija Mazarovićeva leta nad Zagrebom 1789. godine